# Slippery Silks
Slippery Silks (br.: Mestres da confusão) é um filme curta metragem estadunidense de 1936 do gênero Comédia, dirigido por Preston Black. É o 19º filme de um total de 190 da série com os Três Patetas realizada entre 1934 e 1959 pela Columbia Pictures.

## Enredo
Os Três Patetas são carpinteiros, contratados para fazerem um duplicata para um museu de uma valiosa e antiga caixa de madeira chinesa avaliada em 50 000 dólares, conforme explica o seu transportador, o Senhor Morgan Morgan (Vernon Dent). Naturalmente, os Patetas destroem a caixa e tem que fugir do homem, até serem parados por policiais que lhes falam serem eles os herdeiros de uma boutique, a "Madame de France", especializada em roupas finas femininas e que era de seu tio Pete, falecido.
Os Patetas assumem o negócio mas quando tem que desenharem uma nova coleção de roupas modernas, resolvem se inspirar em seu trabalho de carpinteiros: os vestidos que as modelos mostram em um desfile, tem a aparência de móveis com várias gavetas. Uma das clientes que assiste ao desfile é a senhora Morgan Morgan (Symona Boniface). Quando o marido chega para acompanhá-la, ele reconhece os Patetas e inicia uma tremenda confusão, com as pessoas presentes entrando em uma grande "guerra pastelão".

## A primeira "guerra de tortas"
Slippery Silks marca a primeira genuína "guerra de tortas", clássica sequência dos filmes mudos chamados de "comédia  pastelão", vista na série e que depois se tornaria rotineira. Mas torta mesmo é apenas uma que foi jogada no rosto de Curly, pois todos os demais arremessos vistos são de bolos de creme (Profiterole). Uma cena com arremessos de tortas foi vista antes em Pop Goes the Easel (1935).